# Матија Цвек
Матија Цвек (Загреб, 9. март 1993) хрватски је певач и аутор песама. 

## Биографија
Прославио се учешћем у ХРТ-овој емисији А страна. У јуну 2018. године објавио је дебитантски сингл Висине. Његов први албум Избирљиво и случајно изашао је 2021. године и дебитовао је на врху хрватске топ-листе албума. Почетком 2022. објављена је његова сарадња са хрватском певачицом Ени Јуришић у песми Требаш ли ме. Песма је достигла прво место на ХР Топ 40, поставши Цвеков први сингл на врху ове топ-листе.
Цвек је на Песми Евровизије 2017. године наступио као пратећи вокал у песми My Friend Жака Хоудека. Након наступа на Песми Евровизије, редовно учествује на разним фестивалима.
Године 2023. са Маријом Шерифовић је снимио дуетску песму Пола сунца.

## Дискографија

### Студијски албуми
- Избирљиво и случајно (2021)
- Виле се овдје играју (2023)